# 八哥屬
八哥屬是椋鳥科的一個屬，廣泛分佈于亞洲熱帶地區，部分作為觀賞鳥引入世界各地，家八哥為其模式種。其學名來自古希臘語“akridos”（蝗蟲）、“-thēras”（捕食）。
中文的「八哥」是對八哥叫聲的描述。「八」為其叫聲的擬聲詞，而「哥」實為「謌」，通「歌」，本意為會叭叭叫的鳥。

## 分類
該屬包含以下幾個種：
- 林八哥 Acridotheres grandis
- 八哥 Acridotheres cristatellus
- 爪哇八哥 Acridotheres javanicus
- 淡腹八哥 Acridotheres cinereus
- 叢林八哥 Acridotheres fuscus
- 白领八哥 Acridotheres albocinctus
- 岸八哥 Acridotheres ginginianus
- 家八哥 Acridotheres tristis
- 黑袖椋鳥 Acridotheres melanopterus
- 红嘴椋鸟 Acridotheres burmannicus

丝光椋鸟和灰椋鸟有時也被劃歸該屬。